# Alfredo Eguzquiza
Alfredo Manuel Egusquiza, abogado y profesor universitario argentino, nacido en Buenos Aires el 2 de junio de 1904 y fallecido en la misma ciudad el 23 de octubre de 1989. Sus padres fueron Rafael Egusquiza y Eva María Gonnet.
Estudió en la Facultad de Derecho y Ciencias Sociales de la Universidad de Buenos Aires entre 1923 y 1928. 
Se desempeñó como profesor de Economía Política y Derecho Usual en los colegios nacionales “Domingo F. Sarmiento” y ”Mariano Moreno” de la Capital Federal, como jefe de trabajos prácticos de la Facultad de Derecho y Ciencias Sociales de la Universidad de Buenos Aires y como profesor adjunto de Filosofía de la Ciencia del Derecho en dicha institución.
Fue, además, Interventor de la Universidad Nacional de Cuyo (1946-1947), Ministro de Finanzas de Mendoza (1943-1946) y Ministro de Hacienda de Córdoba (1947).
El 18 de enero de 1949 es nombrado interventor federal de la Provincia de Córdoba, cargo que ocupó hasta el 12 de marzo de aquel año, cuando entregó el poder al gobernador electo, Juan I. San Martín.
| Predecesor: A. Vargas Belmonte | Interventor federal en Córdoba 1949 - 1949 | Sucesor: Juan I. San Martín |